# Loes Hamel

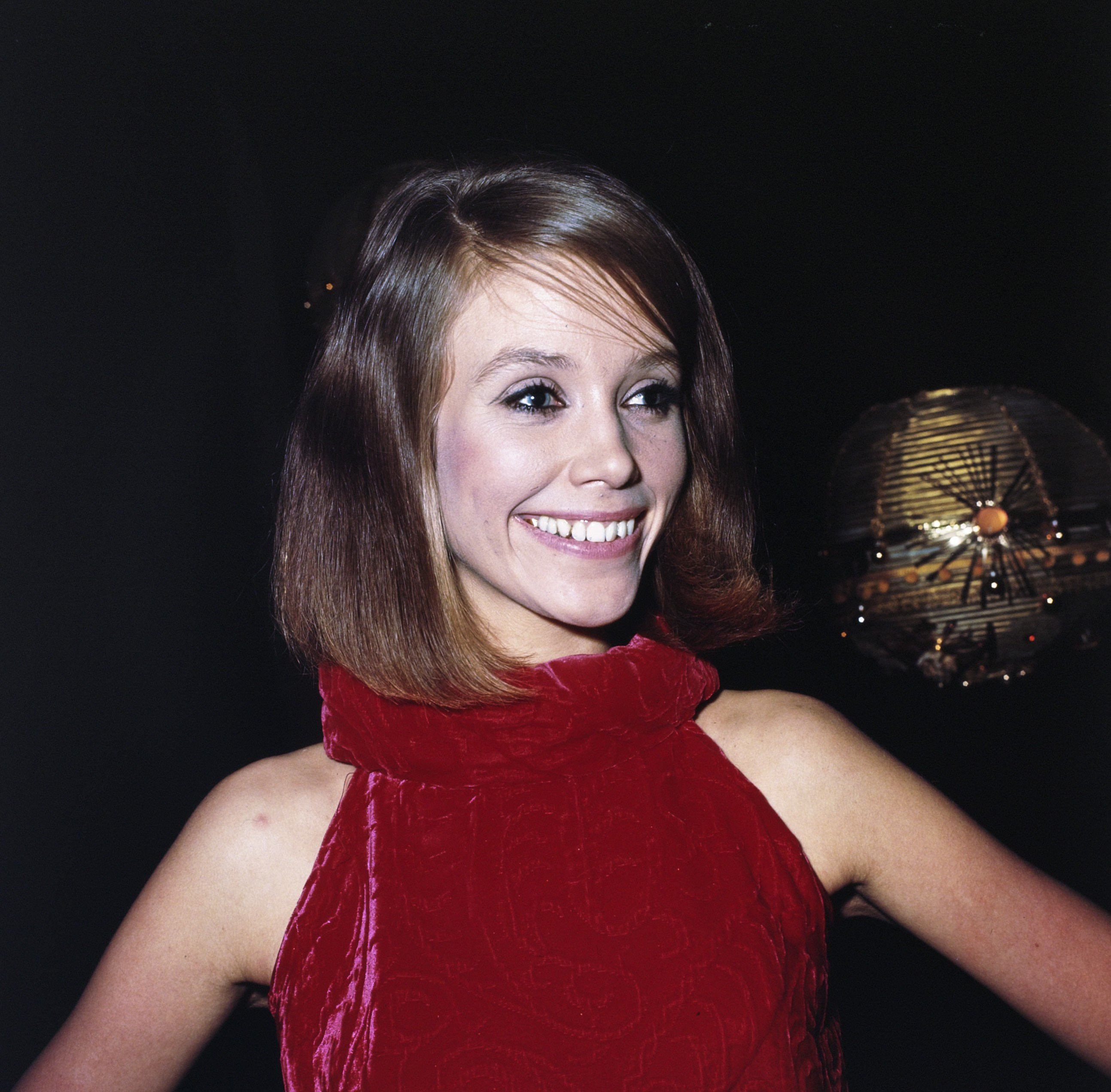
Loesje Hamel in 1966

Loes Hamel, ook Loesje Hamel (Andijk, 21 oktober 1938 – Heemstede, 18 april 1974) was een Nederlands fotomodel, mannequin en cabaretière.
Ze werd geboren als Loes Blokker. Na een opleiding tot verpleegster werd ze in de jaren zestig een gevierd mannequin in binnen- en buitenland. Op 10 april 1961 trad ze in het huwelijk met de acteur Jules Hamel. Na haar ontdekking door modefotograaf Hans Dukkers in 1962 maakte ze een opvallende entree in de wereld van de haute couture.  Naast alle belangrijke Nederlandse couturiers (Holthaus, Heymans, Govers) was Loes Hamel onder meer mannequin voor Pierre Cardin in Parijs. Haar huwelijk eindigde in 1966.
Na korte relaties met o.a. Jan Cremer en Wally Tax trouwde ze in 1968 met de Amerikaan Michael C. Whelden. Het paar trok zich zich terug in Andijk, leidde er een hippiebestaan en maakte vandaaruit lange reizen naar het Nabije en Verre Oosten.  

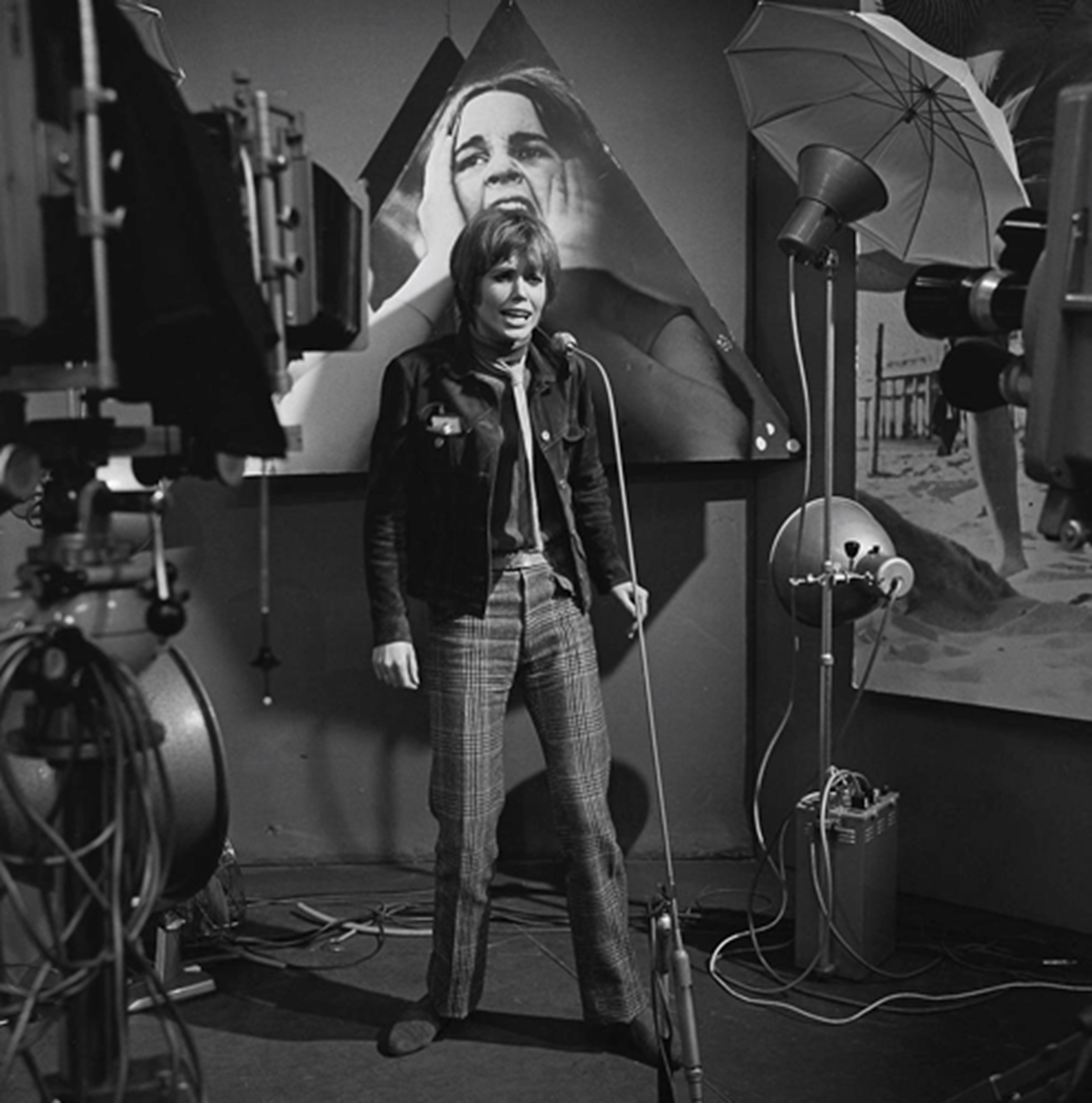
Hamel in het tv-programma Fanclub (1966)

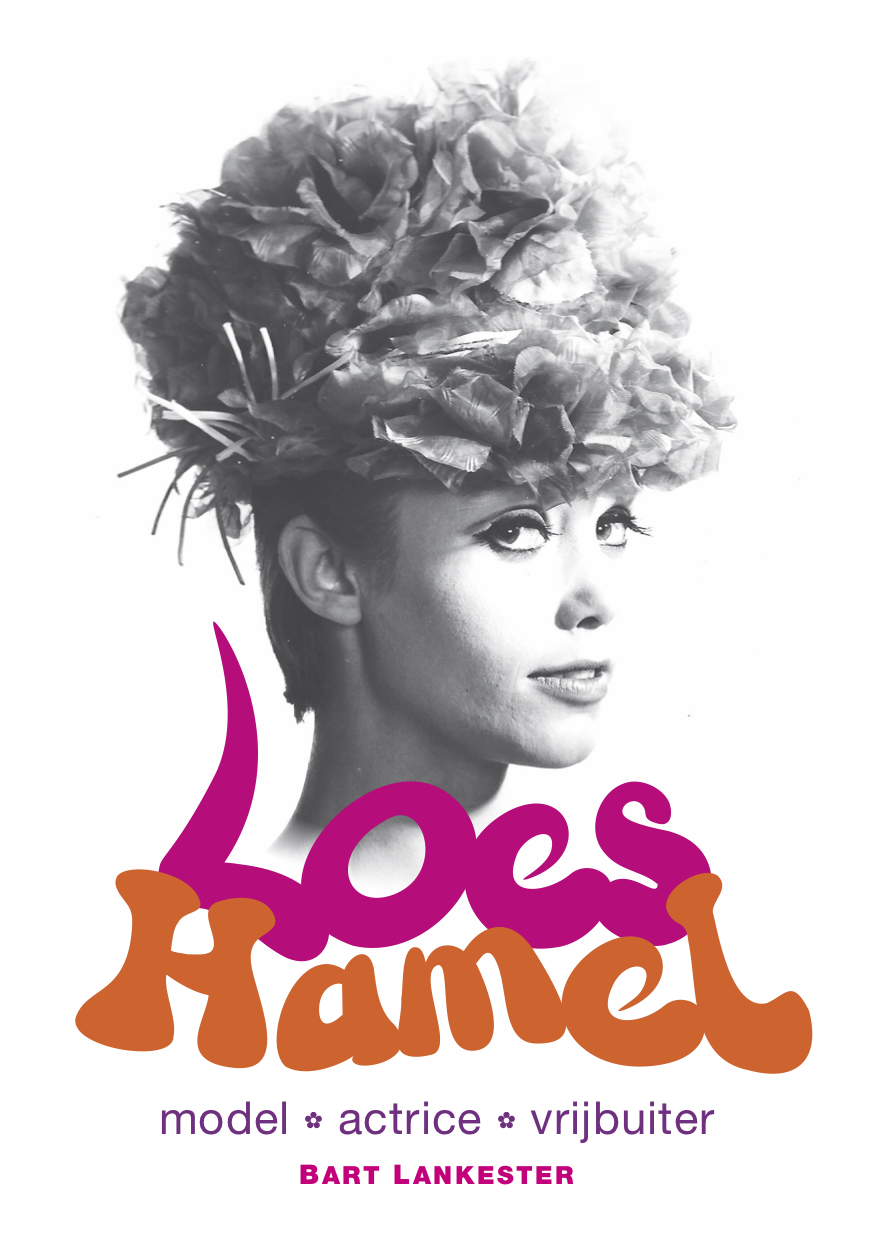
Omslag van biografie over Loes Hamel

Ze werkte mee aan Zo is het toevallig ook nog eens een keer, en aan twee programma's van Ramses Shaffy: Shaffy Chantant en Shaffy Verkeerd. In dat laatste programma zong ze Released van Bob Dylan. Met echtgenoot Michael maakte ze in 1968 de korte psychedelische film She's Like a Rainbow (regie: Anton Kothuis), met muziek van The Rolling Stones. Onder het pseudoniem Magillicutty nam ze in 1971 als zangeres deel aan een freejazzconcert in het Duitse Donaueschingen, met onder anderen Don Cherry, Willem Breuker en Han Bennink.
Hamel overleed op 35-jarige leeftijd aan de gevolgen van kanker en werd in stilte gecremeerd. Simon Vinkenoog nam in zijn dichtbundel Mij Best (1976) een aan haar gewijd In memoriam op. In juni 2021 verscheen een biografie van haar, geschreven door historicus Bart Lankester.

## Discografie
- Op Shaffy Chantant (1966) zingt Hamel het door Ramses Shaffy geschreven I Hate Music, samen met Shaffy het door hem geschreven Eeny-Meeny-Miny-Mo, en samen met Shaffy en Liesbeth List de Shaffy cantate.[13]